# 大阪学院高等学校
もしかして
- 大阪学院大学高等学校

ではありませんか？